# Olympische Sommerspiele 2004/Teilnehmer (Dschibuti)
| Gelbes Symbol für Goldmedaillen mit stilisierten Olympischen Ringen | Graues Symbol für Silbermedaillen mit stilisierten Olympischen Ringen | Braundes Symbol für Bronzemedaillen mit stilisierten Olympischen Ringen |
| ------------------------------------------------------------------- | --------------------------------------------------------------------- | ----------------------------------------------------------------------- |
| —                                                                   | —                                                                     | —                                                                       |

Dschibuti entsandte Leichtathleten und Tennisspieler zu den Olympischen Sommerspielen 2004 in der griechischen Hauptstadt Athen, diese nahmen jedoch aus unbekannten Gründen nicht an den Wettkämpfen teil. Bei der Eröffnungsfeier war das Land noch mit einer Delegation vertreten, Fahnenträgerin war die für die Wettbewerbe vorgesehene Läuferin Zeinab Mohamed Khaireh.

## Teilnehmer nach Sportarten

### Leichtathletik
Frauen
- Zeinab Mohamed Khaireh
für den 1500-Meter-Lauf vorgesehen

Männer
- Ahmed Mohamed Abdillahi
für den 800-Meter-Lauf vorgesehen

### Tennis
Teilnehmer unbekannt